# 陳信安
陳信安（1980年7月1日—）是前台灣男子籃球運動員，主要位置是小前鋒，曾效力於社會組臺灣銀行，隨後加入裕隆恐龍，2003年隨裕隆恐龍參賽超級籃球聯賽，2009年在裕隆有條件放行之下，投入中國男子籃球職業聯賽、效力於東莞馬可波羅。2011年10月7日重返超級籃球聯賽，加盟璞園建築，之後於2013年超級籃球聯賽開幕戰宣布退役，高掛球靴後續留璞園擔任董事長特助，2019年成辦公室主任。2020年起擔任P. LEAGUE+桃園領航猿籃球隊總經理。

陳信安以優越的彈性、爆發力及美式球員的體型獲得矚目，高中時被譽為是鄭志龍接班人。高中畢業加入社會組的籃球聯賽後，旋即包辦連續四年的總統盃籃球錦標賽最有價值球員、連續五年的甲組籃球聯賽最有價值球員殊榮。陳信安曾於2002年在NBA季前熱身賽中出賽，是台灣第一位在NBA熱身賽登場的球員，最後仍遭淘汰。之後陳信安連續三年赴美參加測試，但在2005年的超級籃球聯賽總冠軍賽第三戰中不慎造成左膝韌帶撕裂，而提前退出NBA沙加緬度國王隊訓練營。儘管陳信安挑戰籃球最高殿堂煞羽而歸，仍帶給了台灣球迷無數的回憶，也為下一世代的台灣籃球員開闢出了「旅美」這條出路與機會。因此，一般認為陳信安是「台灣最接近NBA的籃球員」。回到台灣的陳信安，在2005年的SBL例行賽（52分，2005年4月17日代表裕隆出戰東森羚羊）單場第二高得分紀錄及季後賽（39分，2008年4月19日代表裕隆出戰台啤）單場最高得分的紀錄保持人，直到2011年2月13日遭金門酒廠籃球隊洋將尚恩以63分打破例行賽紀錄。

## 生平

### 籃球緣起
陳信安就讀台北市天母國中時原本是手球選手，進入松山高中後才開始正式打籃球。甫加入松山高中的陳信安，高一即成為校隊的主力，並在HBL高中籃球聯賽的灌籃大賽中拿下冠軍。
1998年4月4日，陳信安代表中華聯隊參加亞太高中籃球邀請賽的灌籃大賽，以雙手反扣及空中拉桿灌籃贏得冠軍，並帶領中華聯隊獲得該屆冠軍。
2000年7月1日，陳信安在「ABA亞洲籃球超級聯賽」中代表中華民國國家男子籃球代表隊出賽，面對來訪的中國男籃隊，飛身衝入禁區在身高229公分的姚明面前扣籃成功，此場比賽被視為是陳信安籃球生涯的經典之作，因此被稱為台灣飛人。
陳信安高中時也同時在臺灣銀行打甲組籃球聯賽，並在1999年的甲組籃球聯賽及1999、2000年的總統盃帶領台銀拿下冠軍。2000年加盟裕隆恐龍後，裕隆恐龍旋即拿下連續四年的甲組聯賽冠軍（2000-2003）、連續三年的總統盃冠軍（2001-2003），而陳信安也包辦了甲組聯賽連續五年的最有價值球員（1999-2003）。
2003年11月21日，超級籃球聯賽開打，陳信安在總冠軍戰中協助裕隆恐龍以3比0打敗新浪獅，並拿下總冠軍戰的最有價值球員。
2005年4月16日，陳信安代表裕隆隊出戰東森羚羊，於比賽中創下單場52分的紀錄。

### 與國家代表隊風波
1998年，陳信安首度獲選為中華民國亞青隊國手，但由於亞青隊培訓時間與當時的第四屆總統盃籃球錦標賽撞期，使得陳信安當時所屬的台銀隊不肯放人。後來經當時的台銀隊教練金亦清與中華民國籃球協會溝通後，臺灣銀行才首肯放人。
1999年、2000年，陳信安有機會參加由國際知名運動用品廠商NIKE推薦的美國籃球訓練營，但訓練營正逢亞洲籃球超級聯賽與威廉瓊斯盃國際籃球邀請賽比賽期間，因此只好放棄訓練營為中華民國國家代表隊隊效力。
2001年，隨中華民國國家男子籃球代表隊赴中國移地訓練，卻在與河北省隊的比賽中遭對方拐子擊中，左眼受傷縫了九針。受傷後仍繼續參賽，於大阪東亞運拿下得分王，並率領中華臺北代表隊拿下銀牌的成績。東亞運結束後，陳信安以眼傷未癒為由退出國家隊，並婉拒當時國家隊領隊高國華的慰留。陳信安之後於8月舉行的瓊斯盃復出，而該屆瓊斯盃首度由中華民國國家代表隊拿下冠軍。
2002年8月20日，陳信安為參加NBA沙加緬度國王的季前訓練營而退出國家隊，8月24日籃協決議判陳信安一年國手球監，並禁賽三場總統盃籃球聯賽的處罰。

### 挑戰美國職籃之路
2001年，陳信安一度有機會透過交換學生的方式，前往美國大學讀書及NCAA打球，後因不明因素作罷。
2002年1月14日，陳信安在前裕隆助理教練陳仕佳的協助下，前往NBA次級聯盟NBDL的莫比爾狂歡者隊見習練球三星期。
2002年9月11日，陳信安在NBA沙加緬度國王球探買利嘉的推薦下，參加國王季前訓練營，並於NBA熱身賽中出賽3場；10月19日國王宣布將陳信安從熱身賽名單中移除。
2003年，陳信安獲NBA丹佛金塊邀請參加夏季聯盟季前測試，但未獲丹佛金塊青睞名列夏季聯盟出賽名單。
2004年11月11日，加盟美國籃球協會橘郡破壞者。但起先因工作簽證延誤，使得陳信安赴美3個月卻僅僅出賽一場。後橘郡破壞者因經費問題而宣告解散，陳信安轉往加盟長灘果醬。總計陳信安於ABA出賽13場比賽，留下每場8.1分的成績。
2005年3月，陳信安返回臺灣參加超級籃球聯賽，卻在總冠軍戰最後一場第四節不慎跌傷左膝，造成韌帶撕裂傷。6月10日，陳信安連同田壘赴美參加沙加緬度國王隊夏季聯盟季前訓練營及國王後衛巴比·傑克森舉辦的訓練營，但因膝傷未癒而提前返回臺灣復健。
同年8月，傳出陳信安欲與東森鈴羊簽下一紙三年1500萬合約，後因「放洋條款」談不攏使得合約擱淺；後陳信安遭東森鈴羊封殺，無法參加第三季超級籃球聯賽。

### 低潮與再起
經歷2005年膝傷的陰影、2006年東森鈴羊杯葛造成的「禁賽」及球迷對於陳信安打球態度的批評，陳信安在第四季超級籃球聯賽表現不甚理想，除了罰球命中率比起前兩季提高到69%外，每場僅攻下16分，是他打超級籃球聯賽以來最低的一季。除此之外，他的母隊裕隆原先被外界預期第四季超級籃球聯賽在陳信安的歸隊後，拿冠軍應該是易如反掌，沒想到最後卻在季後賽就被達欣虎以3勝2敗的成績在季後賽第一輪淘汰出局，無緣四連霸。
季後檢討聲浪幾乎一面倒的指向陳信安與球隊的磨合問題，但陳信安本人僅表示自己一直是在有傷的狀態下打球外，其餘並沒有多表示意見。
在爭議聲中，陳信安仍然入選了2007亞錦賽中華隊的國手名單。在亞錦賽前，田壘因傷未癒退出國家隊，而曾文鼎也因為在瓊斯盃時受傷使得上場的時間銳減；就在外界一面不看好的聲音下，陳信安在亞錦賽中適時的扮演球隊領導者角色，一改過去為人詬病的「防守隨便」、「進攻不積極」的刻板印象，在幾次關鍵時刻挺身而出得分，展現前所未有的積極態度，無論是在防守、進攻上都有強勢的表現，帶領中華隊拿下2007年亞錦賽的第六名，也是中華隊在換血後近八年最佳名次。而陳信安自己也以每場18.1分、5.6籃板（皆為全隊最高）的成績做為揮別低潮的背書。
而在其後的第五季超級籃球聯賽，陳信安雖然未能幫助裕隆拿下冠軍，但相關數據與第四季相比皆有顯著提升，除在開季四周賽程中奪下其中三週的最佳鬥士外，更一舉拿下得分王、最佳五人、年度最佳鬥士及年度最有價值球員四個獎項；外界認為陳信安「終於打出他應有的身手」。包括裕隆教練李雲光等與其他球評都認為，這可能與陳信安完成人生的終身大事後，個性轉趨成熟有關。

### 退休
2014年3月15日，第十一季超級籃球聯賽季後賽首戰在台北市立大學天母體育館進行引退賽。
退休後，擔任璞園董事長特助、董事長室主任。2020年新職籃籌組期間，為璞園代表。
2020年起擔任P. LEAGUE+桃園領航猿總經理，2024年3月轉任副領隊暨球團發言人。

## 球風

### 優勢
陳信安自高中時期就以彈性過人受到矚目，加入甲組籃球聯賽後，身體的素質也愈來愈好，壯碩的身材更使他的爆發力提高不少，切入禁區後也有較佳的對抗力，這也成為他受到NBA球探青睞的主因。陳信安是當時國內少數會做重量訓練的球員之一，這點在他自ABA歸國後更為顯著。陳信安自己則是表示，他在國外的隊友重量訓練都做的很多，他自己「不管怎麼做都很像小朋友」，所以在重量訓練的份量上愈做愈多。
除了過人的進攻能力外，陳信安的傳球天份與創意也是他另外一項特點之一。陳信安的傳球往往會出人意表，與他默契較好的選手，接到他傳球的得分往往是絕妙好球，但相對的與他默契較差的選手無法順利接球而產生失誤的機率較高，這也是陳信安備受批評的一點。目前陳信安在裕隆隊的隊友曾文鼎是目前咸認與他配合度較高的選手。
另外，由於在ABA時期在隊上被定位為射手，陳信安歸國後的三分球準度有顯著提升。根據SBL超級籃球聯賽的資料，陳信安在第一季的三分球命中率約為29%（出賽22場），第二季則提升到47%（出賽10場），但受第三季長期未出賽與受傷的影響，第四季的三分球命中率降為35%（出賽24場）。

### 球場上的態度
儘管許多球評、球探及球迷認為陳信安是具有NBA實力的選手，但他仍與NBA擦身而過，主要原因在於台灣當時並沒有開放球員出走的正面心態觀念，陳信安還因此接受球監，晚期希望赴中國CBA打拚時，台灣球團也一再的難達共識。
陳信安在國際賽的表現令外界心服口服，也是最能在亞洲長人禁區中做出完整過人上籃拉竿的精采動作。在台灣的球風則呈現兩極化，曾經是SBL最高得分記錄者，但也平均表現則不夠穩定。有些球迷認為他觀念太過執著，早期外圍投射的功力也因準度下滑，而時常被人詬病三分線出手的選擇不佳。
有些人則提出，受過多次美式球風洗禮的陳信安，自美歸國後所受的觀念與台灣不同，是他與球隊磨合較差的原因之一。陳信安曾經表示球隊的戰術對他而言，每一場的出手次數要得個20、30分以上是有困難的；而在國外強調的「空間」、「角度」問題，在台灣似乎不容易被理解，使得他在國內的比賽中常不知所措。也有人揣測陳信安的心境，認為他真的是能打NBA的台灣天才，但卻因人為因素遭囚禁在台灣而失去最佳黃金時期，因此心態難免無法與他人相同，對此他則沒有回應過。
對於這一點，前民生報籃球記者蔡裕隆表示，陳信安現在在台灣的賽場大概只發揮在美國時的五、六成功力。蔡裕隆認為，這其中的關鍵在於「球隊的球風」差異太大，以往陳信安在美國時，由於要吸引教練及球探目光，必須主動進攻，除了增加自己表現機會外，也會分擔對手對於其他隊友的防守壓力。
但回到台灣後，裕隆隊反而較注重團隊系統戰，再加上陳信安的優異體能條件，使他在台灣賽場的得分較在美國容易許多，不必花太多「腦筋」，這讓陳信安在美國學到的走位、站位等方式大多用不到，「想太多」的後果，就是造成他在第四季SBL投、切、傳節奏全都走樣的原因。
有人則提出「球隊影響球員發揮」的觀點，認為以往在台銀時期的陳信安，被認為是進攻慾望最高的時候，但到裕隆隊後，受限於裕隆對傳統的系統戰術，使得陳信安的進攻天分受到壓抑，使得陳信安在帳面上的表現不如人們對他期待的。
對於「進攻慾望」的問題，陳信安自己曾在訪問中表示，他知道很多人想看他得分，但是他認為瘋狂得分在台銀時期他已經證明過了，不管他跳得再高、得再多分，也一定有人比他跳得更高、得更多分，因此他現在要做的是詮釋比賽，而不是去比拼。2008年拿下SBL最有價值球員，陳信安再度證明自己想做到仍能做到的境界，但他也不只一度表示「飛人也有不飛的時候」，以及自己「比較想助攻」的想法，可略為窺見他已經不再光以攻擊為目標，希望邁向全方位。

## 歷年成績

### SBL
| 年度               | 球隊   | 出賽 | 先發 | 上場時間 | 投籃  | 三分  | 罰球  | 籃板 | 助攻 | 阻攻 | 抄截 | 失誤 | 犯規 | 得分 |
| ------------------ | ------ | ---- | ---- | -------- | ----- | ----- | ----- | ---- | ---- | ---- | ---- | ---- | ---- | ---- |
| SBL元年(2003-2004) | 裕隆   | 22   | 22   | 28.6分   | 38.5% | 28.8% | 62.2% | 6.4  | 3.0  | 0.1  | 1.2  | 2.8  | 1.8  | 16.9 |
| SBL2年(2004-2005)  | 裕隆   | 10   | 9    | 25.7分   | 48.1% | 46.7% | 60.4% | 4.8  | 2.9  | 0.4  | 0.5  | 1.2  | 2.0  | 21.8 |
| SBL3年(2005-2006)  | 未出賽 |      |      |          |       |       |       |      |      |      |      |      |      |      |
| SBL4年(2006-2007)  | 裕隆   | 24   | 24   | 30.3分   | 40.7% | 34.6% | 74.7% | 5.8  | 2.5  | 0.5  | 0.8  | 2.1  | 2.0  | 16.7 |

### 2007年亞錦賽
| 出賽 | 上場時間 | 投籃  | 三分  | 罰球  | 籃板 | 助攻 | 阻攻 | 抄截 | 失誤 | 犯規 | 得分 |
| ---- | -------- | ----- | ----- | ----- | ---- | ---- | ---- | ---- | ---- | ---- | ---- |
| 8    | 31.9分鐘 | 45.8% | 37.5% | 73.6% | 5.8  | 0.6  | 0.1  | 0.9  | 2.1  | 2.8  | 18.1 |

## 榮譽
- 1998　
  - HBL得分王、最有價值球員
  - 亞洲籃協評鑑最佳新人
  - 獲選中華亞青國手
  - 亞太高中籃球邀請賽灌籃大賽冠軍

- 1999　
  - 首度獲選中華民國國家男子籃球代表隊
  - 亞洲籃協評鑑排名第一青年球員
  - 1999年甲組籃球聯賽最有價值球員
  - 第五屆總統盃籃球錦標賽最有價值球員

- 2000　
  - 亞洲籃球總會選為亞洲明星球員之一
  - 職籃千禧紀念賽新人王、最佳本土三傑、冠軍賽最有價值球員
  - 第六屆總統盃籃球錦標賽最有價值球員
  - 2000年日月光甲組籃球聯賽男子組最佳五人[9]

- 2001　
  - 2001年甲組籃球聯賽最有價值球員、最佳五人
  - 大阪東亞運得分王

- 2002　　　
  - 2002甲組籃球聯賽最有價值球員

- 2003
  - 2003年甲組籃球聯賽最有價值球員
  - 第一季SBL超級籃球聯賽總冠軍賽最有價值球員

- 2004　
  - 第26屆威廉瓊斯盃國際籃球邀請賽最有價值球員、最佳五人

- 2005　
  - 4月17日於SBL超級籃球聯賽裕隆隊對東森隊的比賽創下單場52分的紀錄，並獲選為第二季SBL第十七週最佳鬥士
  - 第二季SBL四月份月MVP
  - 5月15日率領裕隆對拿下SBL超級籃球聯賽第二季冠軍

- 2006　 
  - 7月8日代表中華民國國家男子籃球代表隊在台北舉辦的威廉瓊斯盃比賽，重返睽違已久的國家隊陣容。

- 2007
  - 第四季SBL第四週最佳鬥士
  - 第四季SBL第十四週最佳鬥士
  - 第五季SBL第一週最佳鬥士
  - 第五季SBL第二週最佳鬥士
  - 第五季SBL第四週最佳鬥士
  - 第五季SBL十二月份月MVP

- 2008
  - 第五季SBL超級籃球聯賽明星賽最有價值球員
  - 第五季SBL第十二週最佳鬥士
  - 以每場平均22.3分（第一）、8.7籃板（第三）及3.8助攻（第二）的成績，拿下第五季SBL超級籃球聯賽得分王、最佳五人、年度最佳鬥士及年度最有價值球員。

## 外部連結
- 陳信安的Instagram帳戶
- 陳信安在fiba.basketball（英语）
- 陳信安在archive.fiba.com（存檔）（英语）
- 陳信安在中国男子篮球职业联赛
- 陳信安在Eurobasket.com（球員）（英语）
- 陳信安在Proballers（英语）
- 陳信安在RealGM（英语）
- 陳信安在中国篮球数据库